# Al Jaghbub
Al Jaghbub (Arabisch: الجغبوب, al-Jaghbūb) is een plaats in de Al Jaghbub-oase in de Libische Woestijn in Libië. De oase ligt rond de Wadi Jaghbub, een rivierbedding die het grootste deel van het jaar droog staat.
De plaats ligt zo'n 300 kilometer ten zuidoosten van de havenstad Tobroek en vlak bij de grens met Egypte en de Egyptische oasestad Siwa.

## Beschrijving
Al Jaghbub is zelfonderhoudend dankzij ondergrondse watervoorraden. In de oase worden vele groenten en fruit geteeld, waaronder dadels van de dadelpalm, graan, aardappelen, tomaten en pepers. De huizen zijn traditioneel en zeldzaam in het moderne Libië. De meeste hebben een verdieping en zijn gebouwd van natuursteen en palmboomstammen. Er zijn geen toeristische voorzieningen, maar reizigers worden wel verder geholpen. Tweemaal per week rijdt een bus tussen Al Jaghbub en Tobroek.

## Geschiedenis
In het verleden was Al Jaghbub de hoofdplaats van de Senoessi's met het Senoessi-paleis dat vandaag een ruïne is. In februari 1931 besliste Italië, dat Libië destijds koloniseerde, een prikkeldraadversperring op te trekken van de havenstad Bardia tot aan Al Jaghbub, zo'n 270 kilometer lang. Het hek werd tussen april en september gebouwd en moest de rebellie in de streek tegengaan. Een deel ervan staat er nog steeds tussen Tobroek en Al Jaghbub.